# 枕ばね
枕ばね（まくらばね、英: secondary suspension, secondary spring）は、鉄道車両の台車に設けられるばね装置のひとつで、台車と車体の間に設けられるものを指す。車軸に設けられる軸ばねと相まって、車両の荷重を台車に伝達するとともに、列車の走行にともなって発生する振動を抑制・減衰させ、車両の走行安定性や乗り心地を確保することを目的とする機構である。まくらばねとも記述される。

## 概要

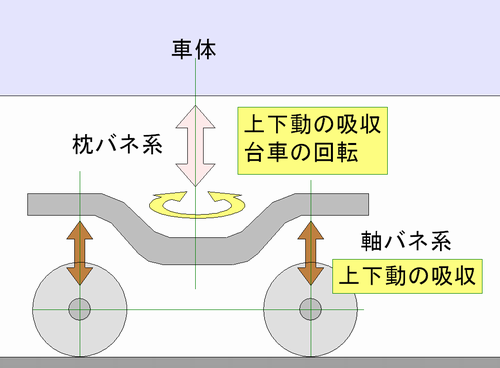
台車に設けられる二種類のばね

### 枕ばねの位置付け
鉄道車両の台車にしばしば用いられるボギー台車では、右図に示す二種類のばねが設けられる。台車に輪軸（車輪と車軸）を支持する軸ばねと、台車に車体を載せるための枕ばねである。

### 枕ばねに求められる性能
枕ばねには鉄道車両としての特性から、以下の機能が求められる。枕ばね単体で機能を果たせない場合は、複数の材料を組み合わせたり、他の機構を併用して性能を確保する。
車両重量の支持
車両に作用する重量は枕ばねを介して台車に伝達される。したがって、車両の自重はもちろんのこと、貨物や乗客の重量、走行にともなって発生する慣性力など、すべての荷重を受けられる容量のばねが要求される。作用する重量が大きく、単体のばねで支持できない場合には、ばねを並列に配置したり二重化するなどして、枕ばね全体の耐力を確保する。
上下動の緩和
車両の走行にともなって発生する車両の上下動を緩和する働きである。ばねに大きな力が作用すると、ばねは変形してその力をエネルギーとして内部に留め、それを小さな力として徐々に解放する働きを持つ。車両に応じた適度なばね定数を与える必要がある。
振動の減衰
いったんばねが変形するとばねは一定の波長で振動を起こすため、振動を減衰させて揺れを止める機構が必要である。ばね定数が一定とならず、力と変形の関係がヒステリシスループを描く非線形ばねは、ばね自体が減衰機構を有している。一方、ばねに作用する力と変形の関係が一定となる線形なばね（コイルばね等）では、一般に減衰性能が得られないため、オイルダンパなどを併用して別途減衰機構を持たせる必要がある。
前後動・左右動・回転に対する変形性能
台車には上下動のみならず、さまざまな方向の振動・衝動および慣性力が作用する。台車は枕ばね以外の機構により、これらの力を緩和するが、そのためにある程度の変形を許容している。また、車両が曲線部を通過するときには、台車は曲線に沿って回転しなければならない。このようなことから、枕ばねに作用する上下動以外の変位に対して、その機能を失うことなく変形性能を持つものでなくてはならない。枕ばね単体でこの機能が果たせない場合は、枕ばり（ボルスタ）を設け、回転や左右動を吸収する機構を別途備える必要がある（ボルスタアンカーも参照）。

## 枕ばねとして用いられるばね
鉄道車両の枕ばねとしては、かつては一般に重ね板ばねやコイルばねが使用されるケースが多く、その他防振ゴムブロックやトーションバーを使用する例も見られたが、現在は空気ばねの使用が一般的となっている。
それぞれの得失は以下の通り。

### 重ね板ばね

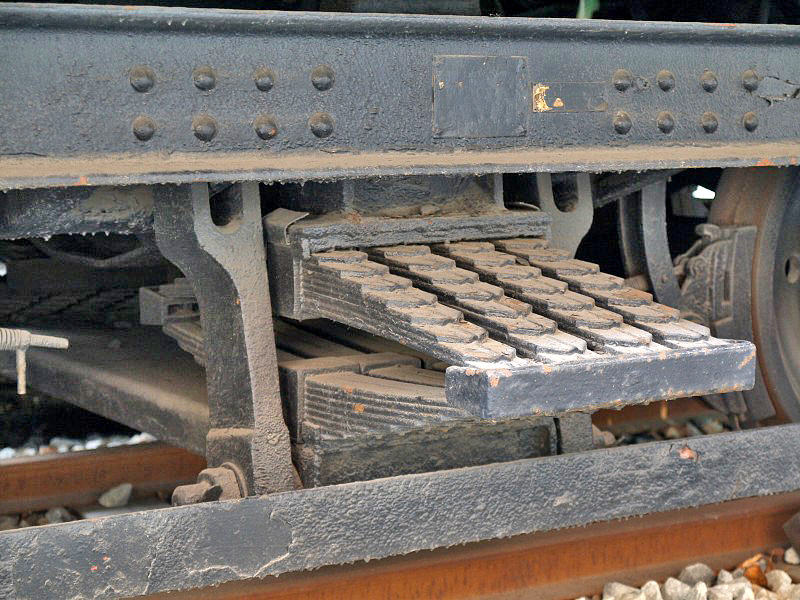
スイングハンガー方式を採用する国鉄TR43形台車の枕ばね部。複列の重ね板ばねを上下向かい合わせに組み合わせた枕ばね本体が、台車枠の内側から揺れ枕つりと呼ばれるリンクで吊り下げられた下揺れ枕に乗っている。

薄い鋼板の曲げ特性を利用したばねであり、主体となる板ばねに順次数枚の子ばねを重ね合わせてボルトで締め付け拘束したものである。リーフスプリングとも呼ばれ、馬車や自動車などでも用いられている。枕ばねとして用いられる場合は、容量を確保するため複数の重ね板ばねを並列に配置したり、変形量を確保するため上下に重ねるなどして配置される。
重ね板ばねは、それぞれの板ばねの接触面に摩擦（板間摩擦）があることから非線形特性を有しており、振動に対する減衰性能が得られる。また、子ばねの枚数、板厚、長さの変更により、必要に応じ任意の荷重上限を設定できるというメリットがある。その反面、摩擦力の調整が困難で、所定のばね定数に調整することが難しいこと、減衰性能が固体摩擦によるものであって振動数の高い「びびり振動」を吸収できないことが欠点として挙げられる。ばね鋼の品質に自信のあったヨーロッパ、とくにドイツで好んで使用され、枕ばねとしてスパンが2 m前後で厚い板ばねを使用することで適切なたわみ量を確保しつつ、びびり振動の発生を抑制したゲルリッツ（独語版）台車など、このばねの特性を最大限活用した機構も開発された。

### コイルばね

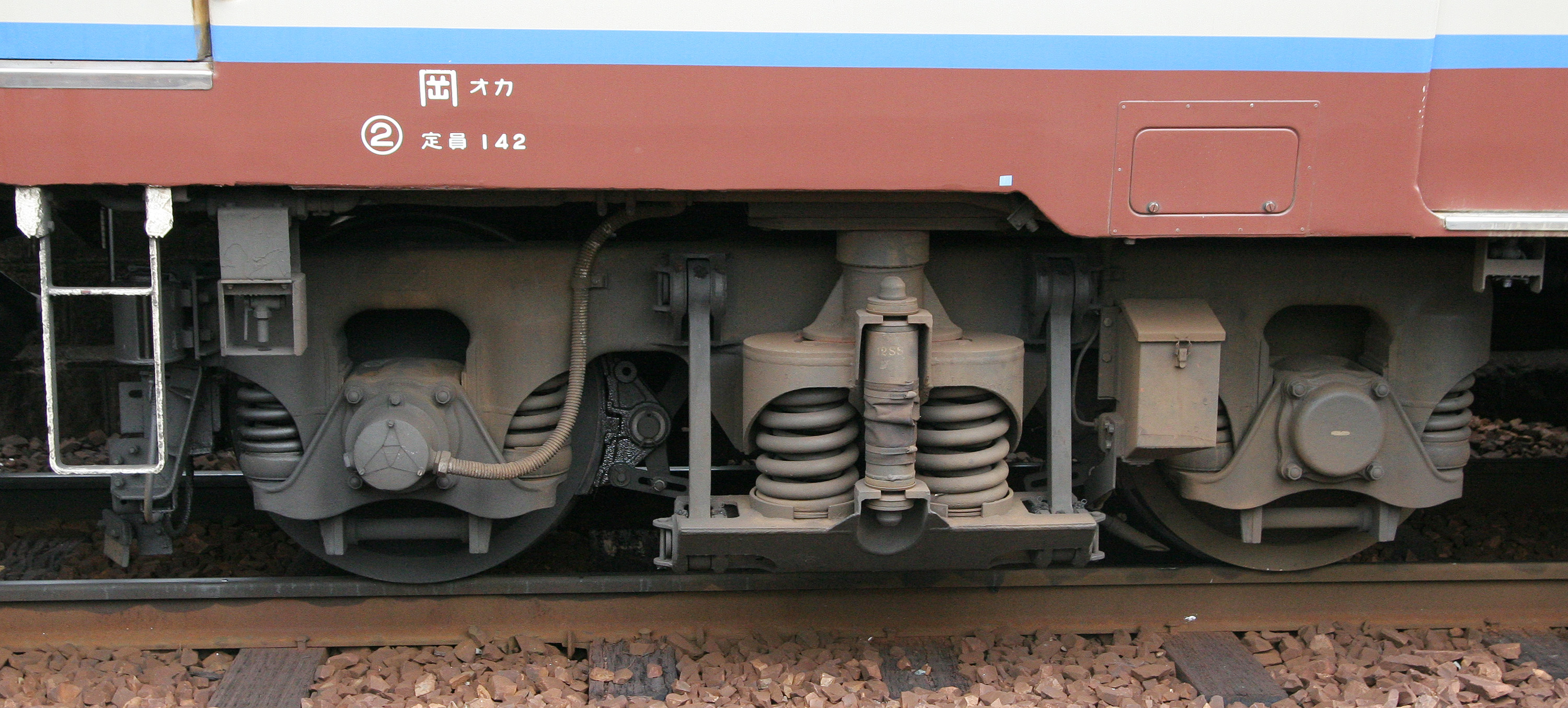
コイルばね使用のDT22D形台車

ばね鋼と呼ばれる鋼材をコイル状に形成したもので、板ばねに比して固体摩擦が無くばねを柔らかく設計できるメリットがある。また、吸収エネルギー量に対するばねの重量を小さく出来る点でも優れる。但し、固体摩擦を持たずびびり振動が発生しない反面、単体では適切な減衰が得られないため、枕ばねに使用する場合には粘性減衰特性の高いオイルダンパを併用する必要がある。車体の大荷重を支える必要があるため通常圧縮コイルばねにして用いる。

### 防振ゴムブロック

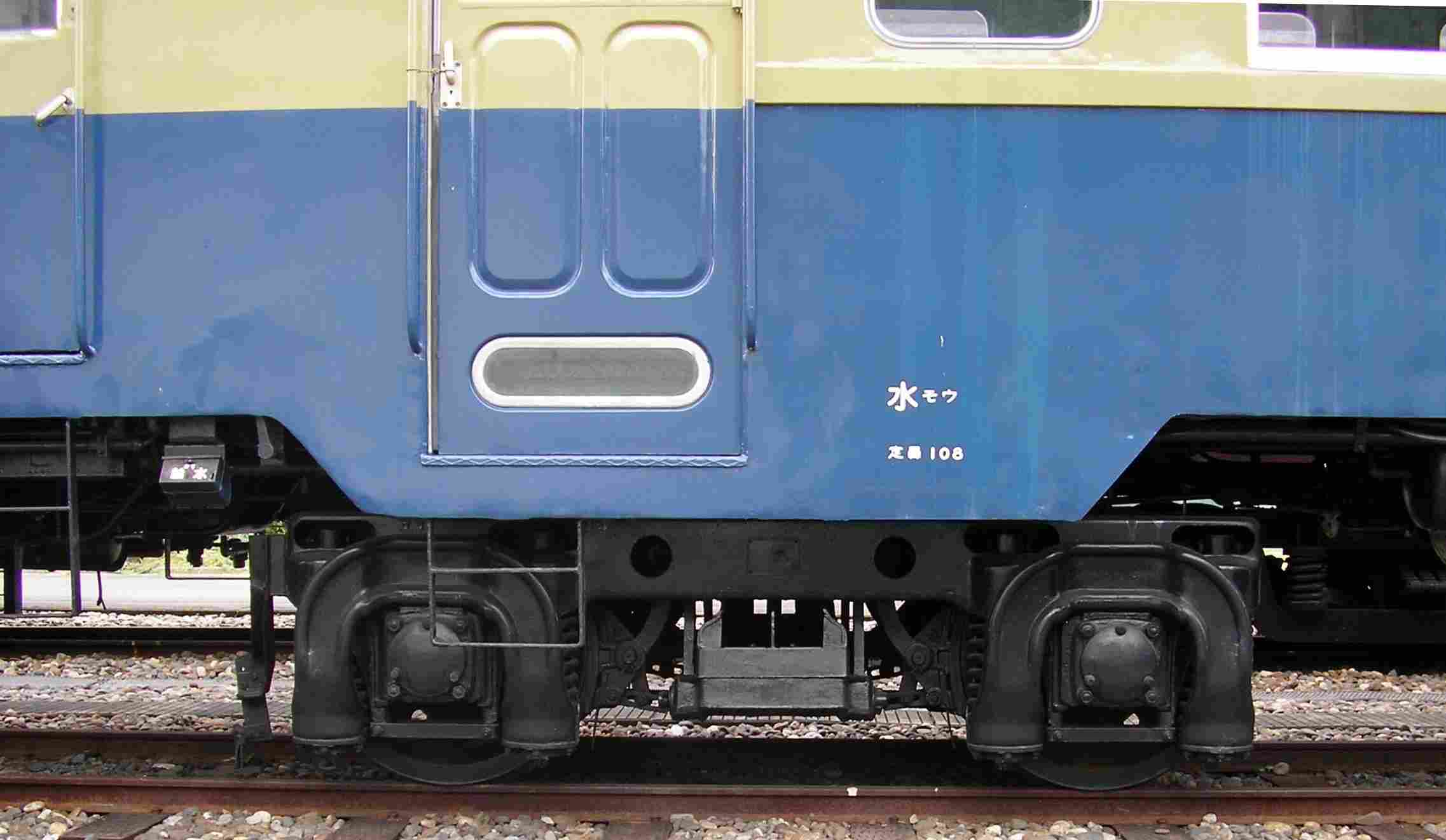
防振ゴムブロック使用のTR49形台車（DT18形派生形式）

防振ゴムを任意の形状に形成して枕ばねとしたもの。金属ばねと異なり形状変更が自由で、各方向のばね定数を任意の値に設定でき、自己減衰作用が高く、かつ軽量というメリットがある。圧縮されるとばね定数が上がる非線形特性を持つため、空積による特性差が大きく枕ばねには適さないが、かつて国鉄DT18形台車でスペースの制約から枕ばねに通常のばねを使用できなかった際に使用された。

### トーションバー

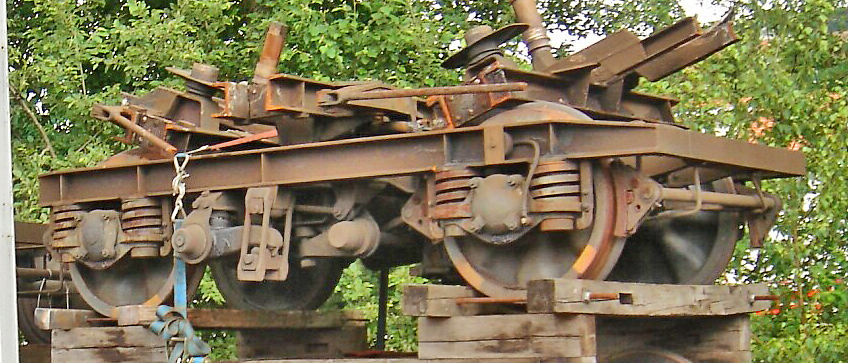
2組みのトーションバー・スプリングを用いたレーティッシュ鉄道 B2211 客車の SIG-T 台車

トーションバー・スプリングはねじり棒ばねとも称され、ばね鋼を使用した鋼棒のねじれからの復元力を利用したもの。コイルばねよりさらに吸収エネルギー量に対するばねの重量を小さく出来る点で優れる。このため、軽量化を重視するスイス国鉄向け軽量客車でSIG社によって枕ばねへの応用が図られ、日本でも同社とライセンス契約を結んだ日本車輌製造により何種かこの方式を採用する台車が製造されたが、これも圧縮されるとばね定数が上がる非線形特性を持つため、以後鉄道車両の枕ばねにこのばねを使用する例はほぼ皆無である。

### 空気ばね

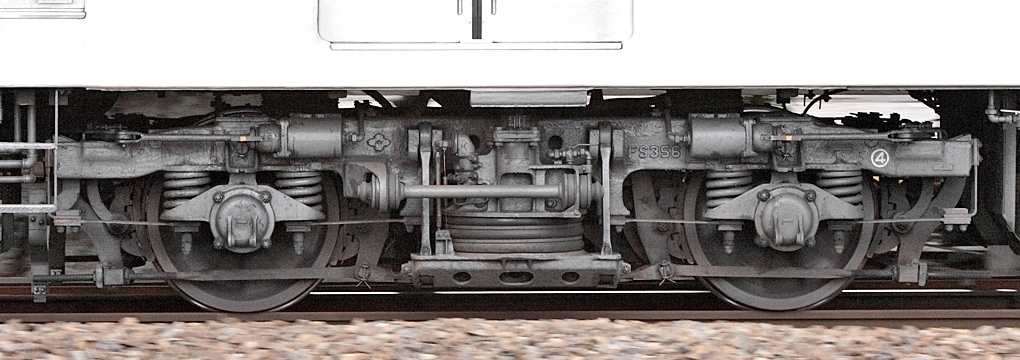
ベローズ形空気ばね使用の住友金属工業FS056形台車（東武8000系電車）

空気の圧縮性を利用したばね機構で、容積を大きくすることでコイルばねを上回る柔らかい特性のばね設計が容易に行える。また、自動高さ調整弁（レベリングバルブ）を使用することで空積にかかわらず床面高さを一定に保て、容積拡大のための補助空気室（通常、台車枠を流用する）とばね本体の間に絞り弁を挿入することで粘性減衰特性を得ることが可能であり、オイルダンパを必要としない。その反面、編成中に元空気溜管を引き通して大容量空気圧縮機を搭載するなどの処置が必要となる。
- ベローズ形 - 縦に蛇腹形になったもので[4]、垂直荷重は受けるが、横変形には弱い。
- ダイアフラム形 - おわんを伏せたような形で[4]、垂直荷重の他、横変形にも復元力が働くが、用途によってその特性は異なる。
- 低横剛性空気ばね - 緩衝ゴムを重ねた円筒の上に下面が窪んだ円盤状の空気ばねを組み合わせたもの[5]。主にボルスタレス台車に使用され、その名の通り横剛性を引き下げつつ上下方向のばね作用を確保する。